# 카스카드주
카스카드주(프랑스어: Cascades)는 부르키나파소 남서부에 위치한 주로 주도는 방포라이며 면적은 18,406km2, 인구는 524,956명(2006년 기준)이다. 북쪽으로는 오트바생주, 동쪽으로는 중서부주와 접하며 남쪽으로는 코트디부아르, 서쪽으로는 말리와 국경을 접한다. 2개 현(코모에현, 레라바현)을 관할한다.